# Dinera xuei
Dinera xuei là một loài ruồi trong họ Tachinidae.